# Selección de rugby de Francia
La selección de rugby de Francia representa al país en las competiciones internacionales. Existe desde 1906, es organizada por la Federación Francesa de Rugby (FFR) y se apoda Les Bleus.
Compite anualmente en el Torneo de las Seis Naciones (que han ganado diecinueve veces en solitario y ocho veces compartido) y cada cuatro años en la Copa del Mundo; donde han estado siempre en la fase final, en seis ocasiones llegaron a semifinales y se han proclamado subcampeones en 1987, 1999 y 2011. Francia además ganó la medalla de oro en los Juegos Olímpicos de París 1900.
Jean Prat es su jugador más emblemático, Serge Blanco fue elegido el mejor fullback del siglo XX, Jean-Pierre Rives fue nombrado su forward más importante, Philippe Sella fue elegido el mejor centro de todos los tiempos y Fabien Pelous la representó en más pruebas. Son considerados de los mejores jugadores de la historia.

## Historia
El rugby fue introducido en Francia en 1872 por los británicos, y el día de año nuevo de 1906 tuvo lugar el primer partido de la selección, dicho encuentro la enfrentó a la selección de Nueva Zelanda en París. Desde ese momento jugó partidos esporádicos contra las cuatro selecciones británicas hasta que en 1910 fue invitada a jugar el desde ese momento llamado Torneo de las 5 Naciones. Asimismo y durante la celebración de las primeras ediciones de los Juegos Olímpicos (en los que el Rugby fue olímpico) la selección logró una medalla de oro (1900) y dos de plata (1924, 1928).
Tradicionalmente el uniforme de la selección ha consistido en una camiseta azul, pantalón blanco y medias rojas, y se les conoce normalmente como les tricolores o les bleus; en ocasiones, juega completamente de azul. La segunda equipación es camiseta blanca y pantalones y calcetines azul marino. El emblema de la selección es un gallo de oro sobre un escudo rojo. Aunque la selección puede jugar sus partidos en diferentes localizaciones de la geografía francesa, los partidos del 6 Naciones son jugados en el Stade de France, sito en el suburbio parisino de Saint-Denis. Tienen un récord notable en casa en el Stade Vélodrome de Marsella donde solo han perdido dos veces, con Argentina en 2004 y Nueva Zelanda en 2009.
El equipo nacional alcanzó su mayoría de edad en la década de 1950 y 1960, ganando su primer título Torneo de las 5 Naciones en 1959. Consiguieron su primer Grand Slam (concedido al ganador del Torneo que vence a todos los demás rivales) en 1968.

## Uniforme

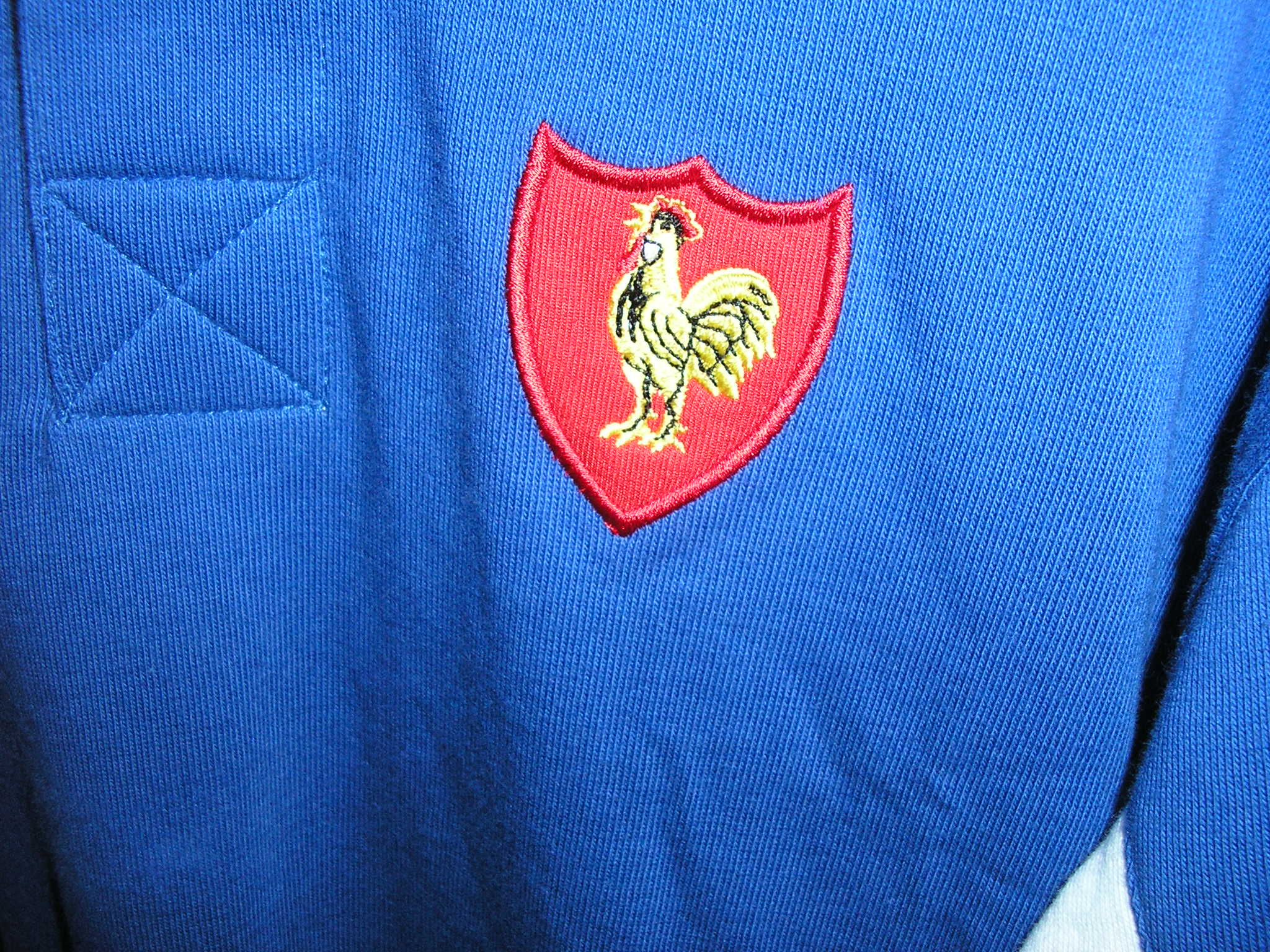
La camiseta de la selección francesa con el característico símbolo del Gallo.

Hasta 1912 la Camiseta utilizada por el equipo francés fue de color blanco con dos rayas horizontales (una roja y otra azul). La primera victoria frente a Escocia en 1911, el capitán Marcel Communeau pidió que se utilizase como símbolo el gallo. Este símbolo fue elegido por considerarse al Gallo como un animal combativo y orgulloso que en ocasiones puede ser muy agresivo. El color del mismo, fue inicialmente blanco y rojo, tras 1945 fue modificado pasando a ser multicolor, para adoptar por fin en 1970 el color dorado actual.
Tradicionalmente la selección francesa ha jugado con camiseta azul, pantalón blanco y medias rojas, aunque en ocasiones disputa sus partidos con camiseta blanca. Pero la camiseta de Francia para Mundial de 2007 que se disputó en su país sentó un precedente. La camiseta oscureció su color, pasando a ser azul marino. Esto hizo que en el partido de cuartos final disputado en Cardiff ante los All-Blacks estos tuvieran que utilizar su segunda equipación. Esto generó bastante discrepancia dado que habitualmente el equipo visitante tiene preferencia a la hora de escoger equipación.La multinacional norteamericana de ropa deportiva que vestía a la selección gala se anotó una victoria en la guerra comercial contra su rival que vestía a los All-Blacks.

## Entrenadores

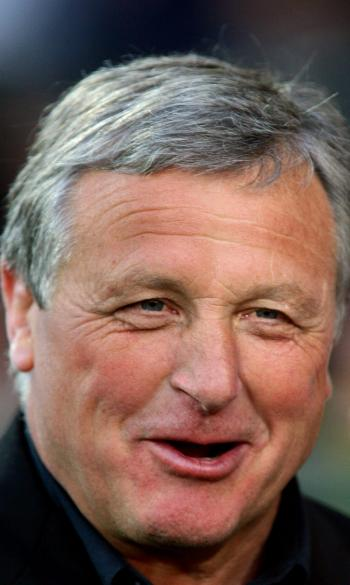
El inexperto Daniel Dubroca obtuvo el peor resultado en la Copa del Mundo.

Para una mejor descripción, véase dicha sección en el artículo: Historia de la selección de rugby de Francia.
- 1964–1968: Jean Prat
- 1968–1973: Fernand Cazenave
- 1973–1980: Jean Desclaux
- 1980–1990: Jacques Fouroux
- 1990–1991: Daniel Dubroca
- 1991–1995: Pierre Berbizier
- 1995–1999: Jean-Claude Skrela
- 1999–2007: Bernard Laporte
- 2007–2011: Marc Lièvremont
- 2011–2015: Philippe Saint-André
- 2015–2017: Guy Novès
- 2017–2019: Jacques Brunel
- 2019–: Fabien Galthié

## Centro Nacional de Rugby

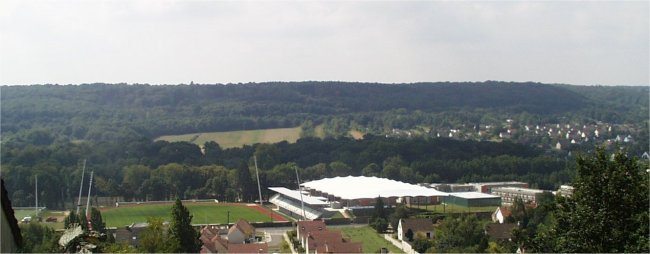
El Centro Nacional en Marcoussis.

Para potenciar al seleccionado, se creó el Centro Nacional de Rugby que fue inaugurado por el expresidente Jacques Chirac en noviembre de 2002. El coste de las instalaciones se elevó hasta los 68 millones de euros. Está localizado en el pueblo de Marcoussis, al sur de París. Las instalaciones ocupan 20 ha y cuentan con 5 campos (uno de ellos cubierto), gimnasio, instalaciones médicas, centro de prensa y biblioteca.

## Francia en la Copa del Mundo

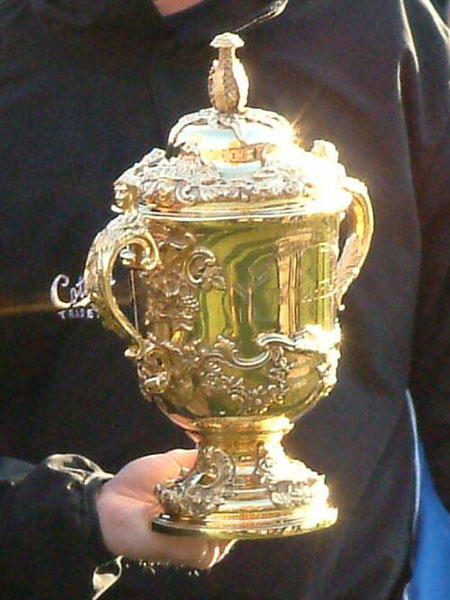
La Copa Webb Ellis otorgada al vencedor de la Copa del Mundo

Francia ha jugado todas las ediciones disputadas desde su inauguración en 1987. Ha jugado todos los cuartos de final, incluyendo la actual de 2015 y en tres ocasiones (1987,1999,2011) ha alcanzado la final.
En 1987 fue derrotada en la final por los All Blacks (29-9) en Eden Park, Auckland. En la edición de 1991 cayó en los cuartos de final frente a Inglaterra. En la Copa del Mundo de 1995 logró el tercer puesto tras caer en semifinales frente al equipo anfitrión (Sudáfrica) y vencer en la final de consolación a Inglaterra. En 1999 y tras vencer a los All-Blacks en semifinales ,(partido que es considerado el mejor partido de la historia de los mundiales), perdió la final frente a Australia (35-12). En la edición de 2003 obtuvo la cuarta posición. En la edición de 2007 y tras vencer a Nueva zelanda en cuartos de final, Francia quedó eliminada de la lucha por el título por la selección inglesa que venció en semifinales por (14-9). En la lucha por el bronce, Argentina le superó por (34-10).En la Copa Mundial de 2011, se cruzó en cuartos contra una favorita Inglaterra a la que derrotó por (19-12), ya en semifinales contra Gales, le ganó (9-8), clasificando por tercera vez a una final mundial, perdiendo con la selección organizadora y favorita al título Nueva Zelanda por un estrecho (8-7, esto contra todo pronóstico por cuanto en fase de grupos perdió con Tonga (19-14) complicando su pase a cuartos de final. En la Copa Mundial de 2015 ha tenido un irregular cometido, perdiendo el primer lugar del grupo D a manos de Irlanda, por lo que en Cuartos de final se tuvo que enfrentar con la selección que ocupa el N.º 1 del Ranking Mundial los All Blacks neozelandeses, partido que significó el final de su andadura en este mundial tras perder 62-13.
| Año                | Fase             | Posición | PJ | PG | PE | PP | PF   | PC   |
| Nueva Zelanda 1987 | Subcampeón       | 2.º      | 6  | 4  | 1  | 1  | 215  | 113  |
| Inglaterra 1991*   | Cuartos de final | 6.º      | 4  | 3  | 0  | 1  | 92   | 44   |
| Sudáfrica 1995     | Tercer puesto    | 3.º      | 5  | 5  | 0  | 1  | 184  | 87   |
| Gales 1999*        | Subcampeón       | 2.º      | 6  | 5  | 0  | 1  | 210  | 144  |
| Australia 2003     | Cuarto puesto    | 4.º      | 7  | 5  | 0  | 2  | 267  | 155  |
| Francia 2007       | Cuarto puesto    | 4.º      | 7  | 4  | 0  | 3  | 227  | 103  |
| Nueva Zelanda 2011 | Subcampeón       | 2.º      | 7  | 4  | 0  | 3  | 159  | 124  |
| Inglaterra 2015    | Cuartos de final | 6.º      | 5  | 3  | 0  | 2  | 133  | 125  |
| Japón 2019         | Cuartos de final | 6.º      | 5  | 3  | 1* | 1  | 98   | 71   |
| Francia 2023       | Cuartos de final | 7°       | 5  | 4  | 0  | 1  | 238  | 61   |
| Australia 2027     | Clasificado      |          |    |    |    |    |      |      |
| Total              |                  | 4.º      | 58 | 39 | 2  | 16 | 1823 | 1026 |
| ------------------ | ---------------- | -------- | -- | -- | -- | -- | ---- | ---- |

- En 1991, Francia jugó sus cuatro partidos en territorio local: en Béziers, Grenoble, Agén y París.
- En 1999, Francia jugó sus tres partidos de la fase de grupos en territorio local: Béziers, Burdeos y Toulouse.
- En 2019, el partido de la primera fase entre Francia e Inglaterra fue cancelado por el tifón Hagibis, por lo que se da por terminado con marcador 0-0 y se otorga dos puntos a cada equipo.[1]

## Estadios

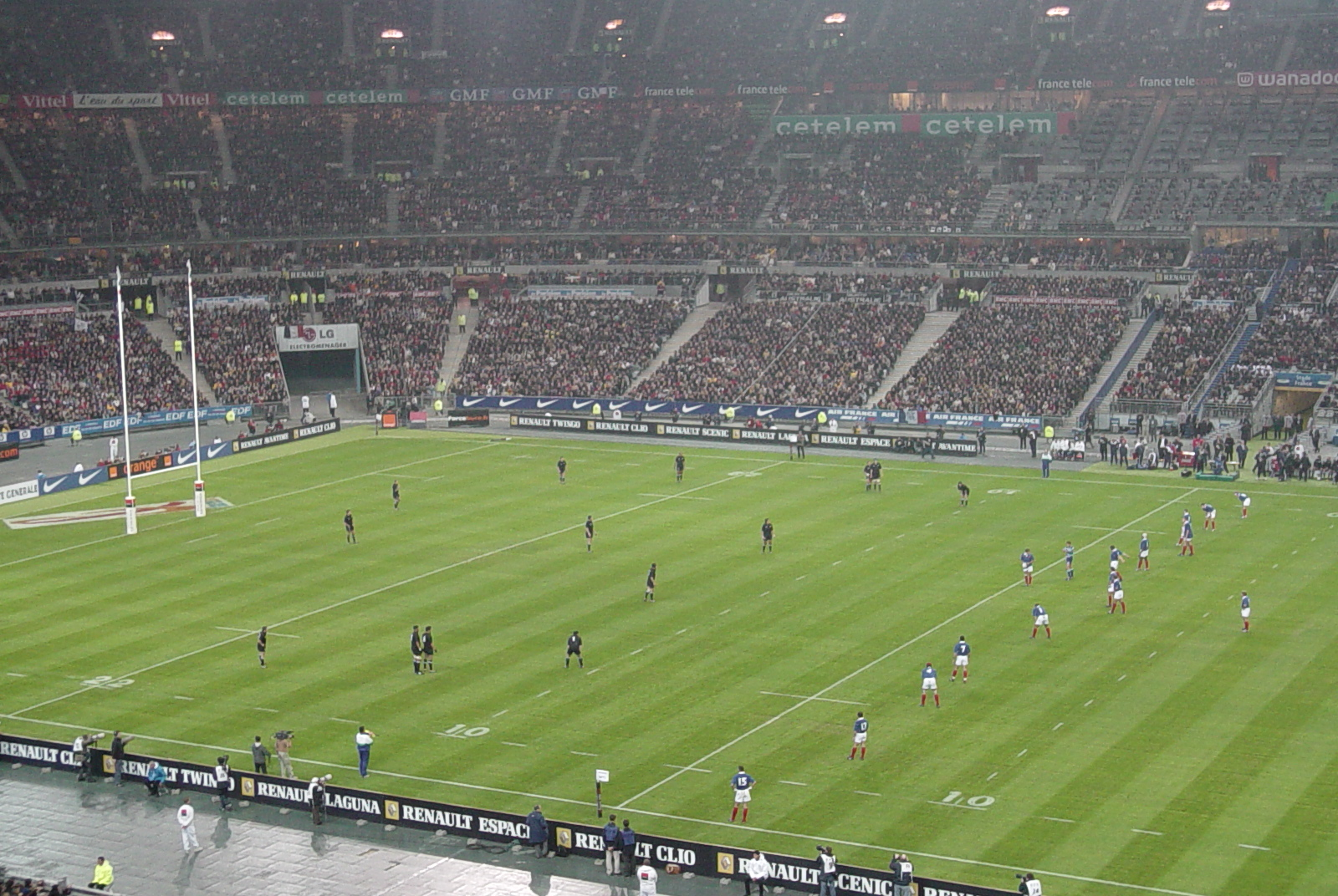
Francia frente a los All Blacks en el Stade de France situado en Saint-Denis, (París).

Hasta la década de 1970, la selección francesa disputó sus partidos internacionales como local en el estadio Olímpico de Colombes y el Parque de los Príncipes, ambos en París. El mayor estadio en el que actualmente juega la selección francesa es el Stade de France, en las afueras de París, con capacidad para 80.000 personas, y que acoge los partidos del Torneo 6 Naciones.
En la ventana de noviembre, la selección francesa oficia como locataria en estadios de otras ciudades del país. Durante las temporadas de 2005 y 2006, Francia jugó en estadios como el Stade Gerland, Lyon; Stade Vélodrome, Marsella; Stade de la Beaujoire, Nantes y el Stade de Toulouse, Toulouse.
La Copa del Mundo de Rugby de 1991 organizada por Inglaterra celebró los partidos correspondientes al grupo D (en el que se encontraba incluida Francia) en distintas localidades francesas como Béziers, Bayona, Grenoble, Toulouse, Brive y Agen. El Parque de los Príncipes y el Estadio Metropolitano de Lille acogieron un cuarto de final cada uno.
En la Copa del Mundo de 1999 organizada por Gales, Francia volvió a acoger algunos partidos, en concreto los correspondientes al grupo C se celebraron en diversas localidades como Béziers, Burdeos y Toulouse. Un partido de segunda ronda se jugó en el Estadio Felix Bollaert y un cuarto de final en el Stade de France.
La Copa del Mundo de 2007 en la que Francia fue el organizador, se disputó en diez ciudades: Burdeos (estadio Chaban-Delmas), Lens (estadio Félix Bollaert), Lyon (estadio Gerland), Marsella (estadio Vélodrome), Montpellier (estadio de la Mosson), Nantes (estadio de la Beaujoire), París (Stade de France, Saint-Denis and Parque de los Príncipes), Saint-Étienne (estadio Geoffroy-Guichard), y Toulouse (estadio de Toulouse). La final se disputó en el estadio Stade France.

## Récord

### Seis Naciones

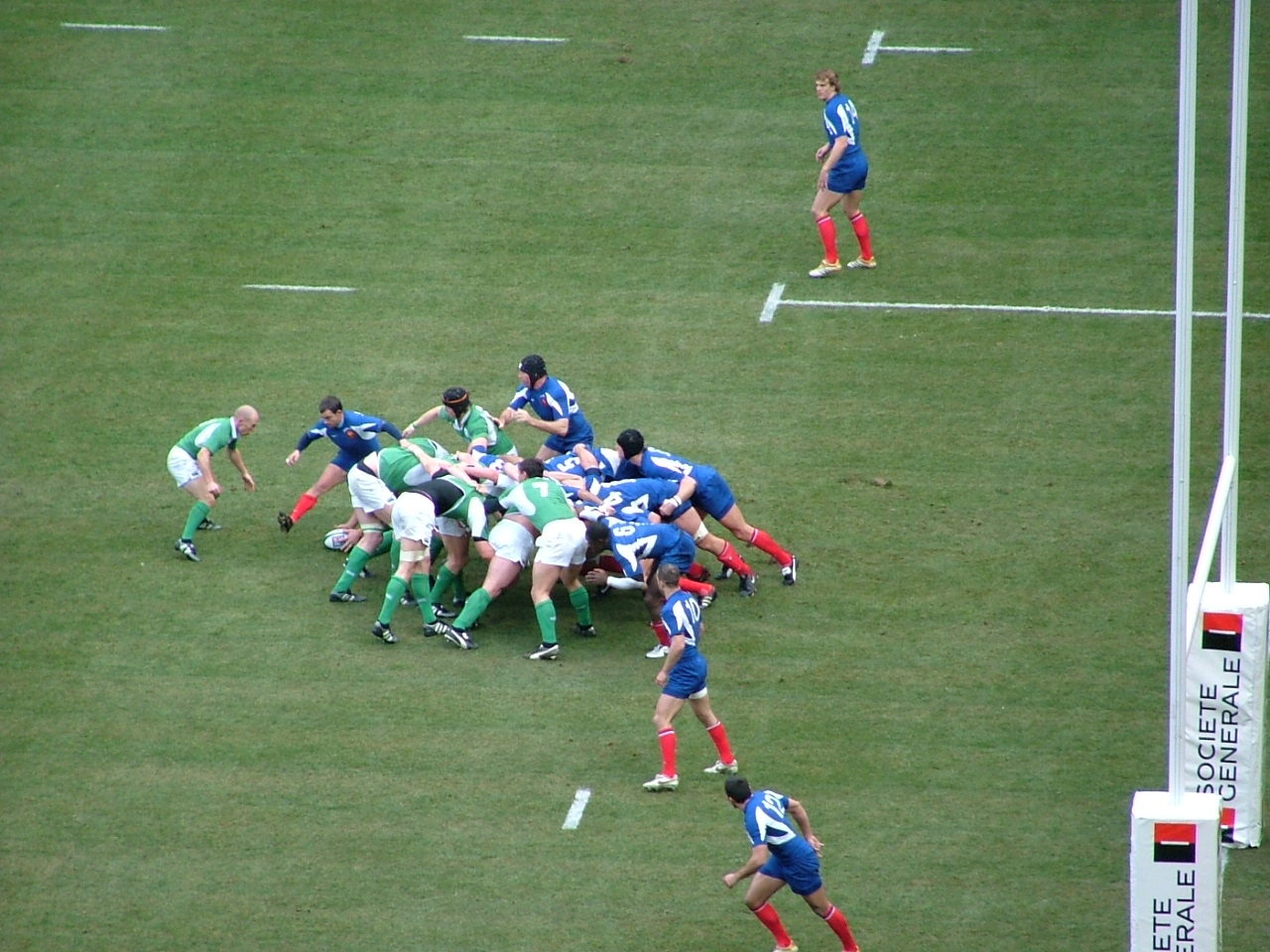
Las Selecciones de Francia e Irlanda enfrentándose en el Seis naciones, el 11 de febrero de 2006, en el Stade de France

Francia juega anualmente el torneo de las 6 Naciones, compite contra Inglaterra, Irlanda, Italia, Escocia y Gales.
La primera participación en el torneo data de 1910, en el periodo comprendido entre 1932 y 1947 fue excluida del mismo acusada de profesionalismo. La primera victoria en el torneo la logró en 1954, empatada con Inglaterra y Gales, mientras que el primer título en solitario data de 1959. Desde la edición de 2007 se entrega el Trofeo Garibaldi al vencedor del enfrentamiento Francia-Italia disputado dentro del Torneo.
Han ganado el campeonato 26 veces, campeón en solitario 18 veces, además de 8 compartidos, y han conseguido 10 grand slams.

### Histórico
Cuando el ranking mundial fue creado en 2003 por la entonces llamada International Rugby Board, Francia ocupó la quinta posición. En noviembre de 2003 alcanzó la tercera posición, aunque cayó a la cuarta ese mismo diciembre. En noviembre de 2004 volvió a caer a la quinta posición, para ascender en abril de 2005 a la cuarta. Tras un fuerte ascenso en los primeros meses de 2006 logró alcanzar el segundo puesto, pero dos derrotas consecutivas frente a los All-Blacks le hicieron descender al tercer puesto. Luego cayeron al quinto puesto después de perder frente a Argentina en el partido inaugural de la Copa del Mundo de 2007.
En julio de 2022 lograron encabezar el ranking mundial por primera vez en su historia.
Abajo hay una tabla con los partidos representativos jugados por el XV de Francia a nivel de test match a fecha 22 de noviembre de 2024:
| Rival                       | Jugados | Ganados | Perdidos | Empatados | % Ganados |
| --------------------------- | ------- | ------- | -------- | --------- | --------- |
| Alemania                    | 15      | 13      | 2        | 0         | 86.6%     |
| Argentina                   | 56      | 40      | 15       | 1         | 71.4%     |
| Australia                   | 52      | 21      | 29       | 2         | 40.3%     |
| British Army                | 2       | 1       | 1        | 0         | 50.0%     |
| British Empire Forces       | 1       | 0       | 1        | 0         | 0.0%      |
| British Empire Services     | 1       | 1       | 0        | 0         | 100.0%    |
| Canadá                      | 9       | 8       | 1        | 0         | 88.8%     |
| Costa de Marfil             | 1       | 1       | 0        | 0         | 100.0%    |
| Escocia                     | 103     | 60      | 40       | 3         | 58.2%     |
| Estados Unidos              | 8       | 7       | 1        | 0         | 87.5%     |
| Fiyi                        | 11      | 10      | 1        | 0         | 90.9%     |
| Gales                       | 104     | 50      | 51       | 3         | 48.0%     |
| Gales XV                    | 2       | 1       | 1        | 0         | 50.0%     |
| Georgia                     | 2       | 2       | 0        | 0         | 100.0%    |
| Inglaterra                  | 111     | 44      | 60       | 7         | 39.6%     |
| Irlanda                     | 103     | 59      | 37       | 7         | 57.2%     |
| Irlanda XV                  | 1       | 1       | 0        | 0         | 100.0%    |
| Italia                      | 48      | 44      | 3        | 1         | 91.6%     |
| Japón                       | 8       | 7       | 0        | 1         | 87.5%     |
| Kiwis                       | 1       | 0       | 1        | 0         | 0.0%      |
| Leones Británico-irlandeses | 1       | 0       | 0        | 1         | 0.0%      |
| Māori All Blacks            | 1       | 0       | 1        | 0         | 0.0%      |
| Namibia                     | 3       | 3       | 0        | 0         | 100.0%    |
| Nueva Zelanda               | 64      | 15      | 48       | 1         | 23.4%     |
| Pacific Islanders           | 1       | 1       | 0        | 0         | 100.0%    |
| República Checa             | 2       | 2       | 0        | 0         | 100.0%    |
| Rumania                     | 50      | 40      | 8        | 2         | 80.0%     |
| Samoa                       | 4       | 4       | 0        | 0         | 100.0%    |
| Sudáfrica                   | 46      | 12      | 28       | 6         | 26.0%     |
| Tonga                       | 6       | 4       | 2        | 0         | 66.6%     |
| Uruguay                     | 2       | 2       | 0        | 0         | 100.0%    |
| Zimbabue                    | 1       | 1       | 0        | 0         | 100.0%    |
| Total                       | 818     | 452     | 332      | 34        | 55.25%    |

## Jugadores notables

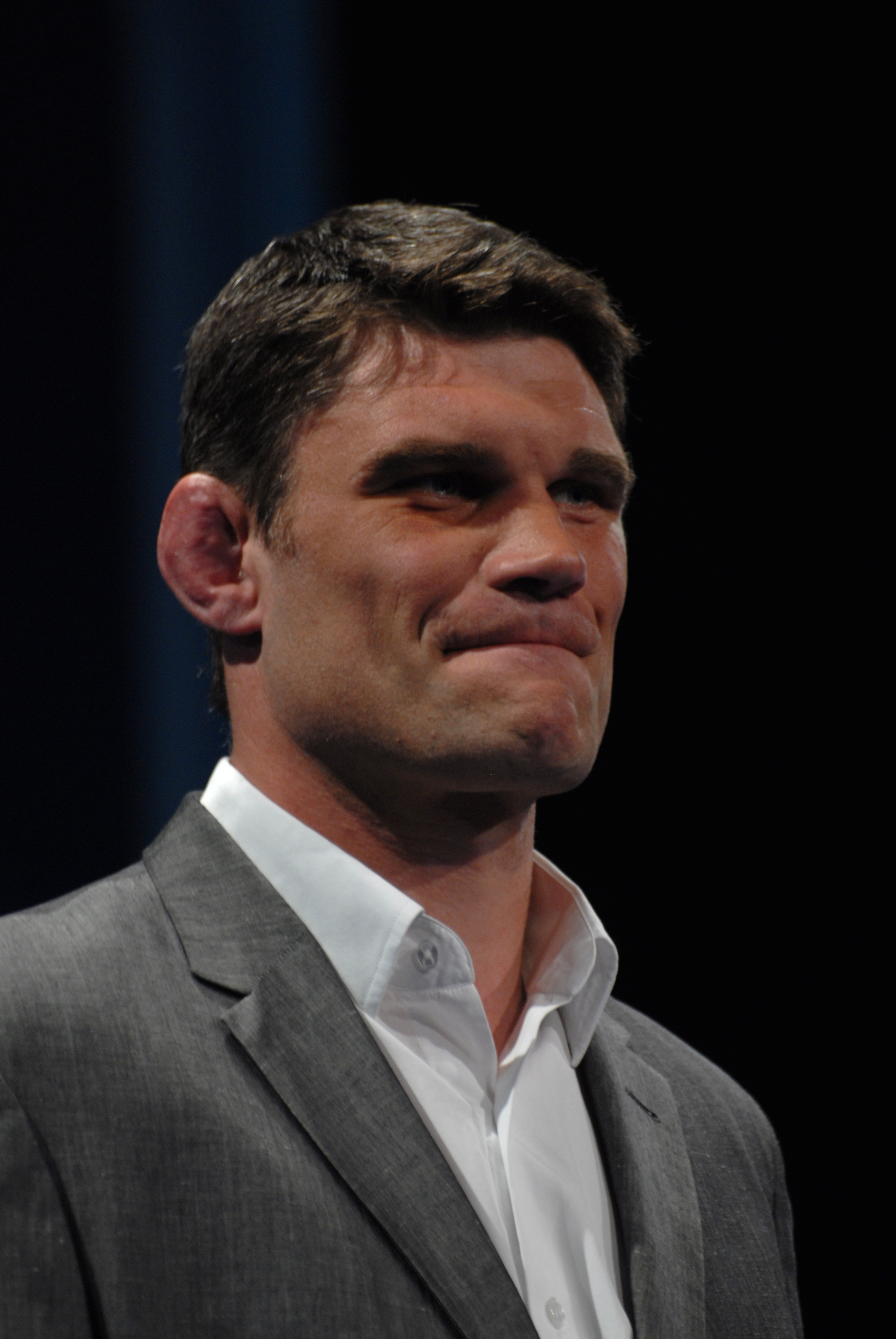
Fabien Pelous jugó más partidos.

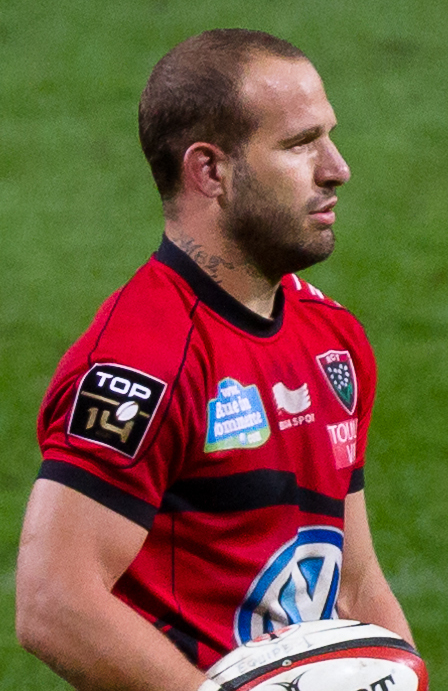
Frédéric Michalak es el máximo anotador.

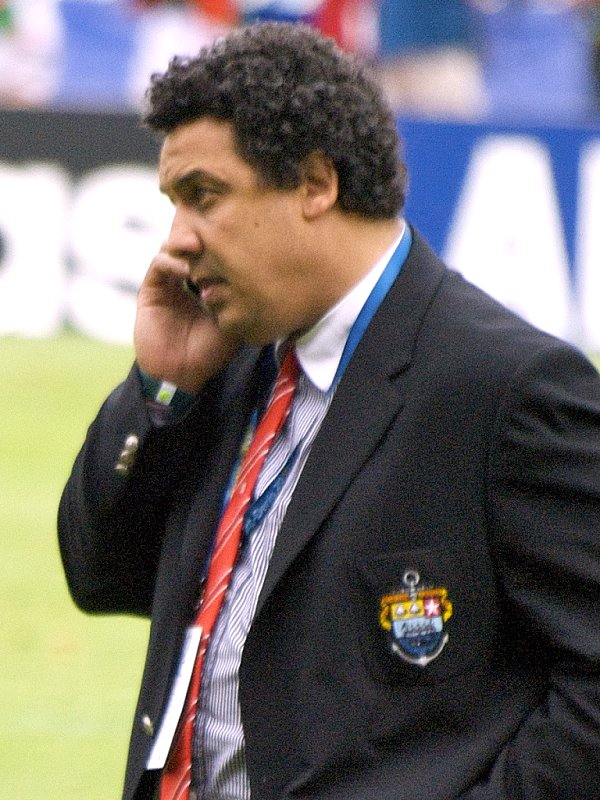
Serge Blanco marcó más tries.

Doce jugadores: Serge Blanco, André Boniface, Guy Boniface, Marcel Communeau, Thierry Dusautoir, Jo Maso, Lucien Mias, Fabien Pelous, Jean Prat, Jean-Pierre Rives, Philippe Sella y Pierre Villepreux, son miembros del World Rugby Salón de la Fama.

### Más pruebas jugadas
Pruebas actualizadas el 10 de abril de 2025
|    | Jugador            | Pruebas | Posición      | Carrera   |
| -- | ------------------ | ------- | ------------- | --------- |
| 1  | Fabien Pelous      | 118     | Segunda línea | 1995–2007 |
| 2  | Philippe Sella     | 111     | Centro        | 1982–1995 |
| 3  | Raphaël Ibáñez     | 98      | Hooker        | 1996–2007 |
| 4  | Gaël Fickou        | 94      | Centro        | 2013–     |
| 5  | Serge Blanco       | 93      | Fullback      | 1980–1991 |
| 6  | Olivier Magne      | 89      | Ala           | 1997–2007 |
| 7  | Damien Traille     | 86      | Centro        | 2001–2011 |
| 8  | Nicolas Mas        | 85      | Pilar         | 2003–2015 |
| 9  | Sylvain Marconnet  | 84      | Pilar         | 1998–2011 |
| 10 | Dimitri Szarzewski | 83      | Hooker        | 2004–2015 |

### Máximos anotadores
Puntos actualizados el 10 de abril de 2025
|    | Jugador             | Puntos | Posición    | Carrera   |
| -- | ------------------- | ------ | ----------- | --------- |
| 1  | Thomas Ramos        | 450    | Fullback    | 2019–     |
| 2  | Frédéric Michalak   | 436    | Apertura    | 2001–2015 |
| 3  | Christophe Lamaison | 380    | Apertura    | 1996–2001 |
| 4  | Dimitri Yachvili    | 373    | Medio scrum | 2002–2012 |
| 5  | Morgan Parra        | 370    | Medio scrum | 2008–2019 |
| 6  | Thierry Lacroix     | 367    | Apertura    | 1989–1997 |
| 7  | Didier Camberabero  | 354    | Apertura    | 1982–1993 |
| 8  | Gérald Merceron     | 267    | Apertura    | 1999–2003 |
| 9  | Jean-Pierre Romeu   | 265    | Apertura    | 1972–1977 |
| 10 | Thomas Castaignède  | 252    | Apertura    | 1995–2007 |

### Máximos anotadores de tries
Tries actualizados el 10 de abril de 2025
|    | Jugador                | Tries | Posición | Carrera   |
| -- | ---------------------- | ----- | -------- | --------- |
| 1  | Damian Penaud          | 38    | Wing     | 2017–     |
| 2  | Serge Blanco           | 38    | Fullback | 1980–1991 |
| 3  | Vincent Clerc          | 34    | Wing     | 2002–2013 |
| 4  | Philippe Saint-André   | 32    | Wing     | 1990–1997 |
| 5  | Philippe Sella         | 30    | Centro   | 1982–1995 |
| 6  | Philippe Bernat-Salles | 26    | Wing     | 1992–2001 |
| 7  | Émile Ntamack          | 26    | Centro   | 1994–2000 |
| 8  | Christophe Dominici    | 25    | Wing     | 1998–2007 |
| 9  | Christian Darrouy      | 23    | Wing     | 1957–1967 |
| 10 | Aurélien Rougerie      | 23    | Centro   | 2001–2012 |

## Palmarés
- Copa del Mundo de Rugby
  -  Subcampeón : 1987, 1999 y 2011
  -  Tercer puesto : 1995
- Juegos Olímpicos
  -  Medalla de oro: 1900
  -  Medalla de plata: 1920, 1924

- Torneo de las Seis Naciones (19-8*): 1954*, 1955*, 1959, 1960*, 1961, 1962, 1967, 1968, 1970*, 1973*, 1977, 1981, 1983*, 1986*, 1987, 1988*, 1989, 1993, 1997, 1998, 2002, 2004, 2006, 2007, 2010, 2022, 2025.
  - Grand Slam (10): 1968, 1977, 1981, 1987, 1997, 1998, 2002, 2004, 2010, 2022.
  - Trofeo Giuseppe Garibaldi (16): 2007, 2008, 2009, 2010, 2012, 2014, 2015, 2016, 2017, 2018, 2019, 2020, 2021, 2022, 2023, 2025.
  - Trofeo Auld Alliance (5): 2019, 2022, 2023, 2024, 2025

- European Nations Cup (25):
  - Torneo FIRA: 1936, 1937, 1938
  - Copa Europea: 1952, 1954
  - Copa de Naciones: 1965-66, 1966-67, 1967-68, 1969-70, 1970-71, 1971-72, 1972-73
  - Trofeo FIRA: 1973-74, 1975-76, 1977-78, 1978-79, 1979-80, 1981-82, 1983-84, 1984-85, 1985-87, 1987-89, 1989-90, 1990-92, 1992-94

- Juegos Mediterráneos (4): 1955, 1979, 1983, 1993

- Copa Latina (2): 1995, 1997

- Trofeo Dave Gallaher (3): 2009, 2021, 2024.

- Trofeo del Bicentenario (6): 2001, 2004, 2005, 2012, 2014, 2022